# Manlio Germozzi
Manlio Germozzi (Corridonia, 10 settembre 1908 – Roma, 1997) è stato un sindacalista italiano, noto per essere stato fondatore, segretario generale e presidente nazionale di Confartigianato.

## Biografia
Assurge a notorietà nazionale nel 1946 in qualità di protagonista della formazione della Confartigianato, la più grande associazione di rappresentanza dell'artigianato in Italia.
Ancorato ai principi della dottrina sociale della Chiesa e dell'economia sociale di mercato, ha contribuito a far crescere una cultura imprenditoriale moderna che ha caratterizzato le fasi della ricostruzione e dello sviluppo economico nazionale.
Ha fornito contributi decisivi alle maggiori conquiste dell'artigianato e dello "small business", ottenute mediante battaglie politiche a livello nazionale e internazionale.
È stato tra i fondatori a Bruxelles di UEAPME  (Associazione Europea dell'Artigianato, delle Piccole e Medie Imprese). Ha operato ai vertici di Artigiancassa, ICE, CNEL, e Comitato Economico Sociale dell'UE, nonché dell'OCSE di Parigi, per gli aiuti ai paesi in via di sviluppo con il rango di ambasciatore. Fra le onorificenze ricevute, quella di Cavaliere di Gran Croce al merito della Repubblica Italiana.
Dopo quattro decenni, esattamente nel 1986, prima in qualità di segretario generale poi di presidente Nazionale, Germozzi è stato acclamato presidente onorario di Confartigianato: ha dedicato il suo ultimo decennio allo sviluppo dei gruppi giovani (Giovani Imprenditori) e alla valorizzazione delle imprenditrici (Movimento Donne Impresa). È morto nel gennaio 1997, dopo una breve malattia, a Roma. Proprio a Roma, nei pressi di San Giovanni in Laterano, gli è stata dedicata una via.
A Manlio Germozzi, fondatore di Confartigianato, e a sua figlia Maria Letizia, è dedicata la Fondazione ‘Manlio e Maria Letizia Germozzi onlus’.
Costituita da Confartigianato per onorare la memoria del grande sindacalista artigiano, la Fondazione ha lo scopo principale di promuovere tra i giovani la cultura e le attività artigiane, con iniziative di istruzione e formazione professionale finanziate da borse di studio e raccolta di fondi.
Un impegno che la Fondazione, presieduta dal Professore Giulio Sapelli e diretta dal Dott. Giovanni Boccia,  svolge sostenendo attività di ricerca, sperimentazione, convegni, relazioni con i rappresentanti delle istituzioni, della politica, del mondo produttivo e del lavoro.
La Fondazione ha realizzato un magazine online, Spirito Artigiano, per creare un luogo di riflessione, condivisione e confronto sulla cultura dell’artigianato. Un luogo virtuale, un magazine digitale, un’agorà contemporanea in cui produrre pensiero sul presente e sul futuro del lavoro artigiano, sulla sua complessità e bellezza, sui valori che esso esprime, ben oltre il significato puramente economico. Spirito Artigiano è un magazine culturale unico nel suo genere, capace di raccontare il mondo artigiano con uno sguardo innovativo e contemporaneo.
Attraverso la Fondazione Germozzi, Spirito Artigiano pubblica anche i Quaderni della Fondazione Germozzi, una collana di testi che approfondisce i temi presentati nel magazine online, offrendo analisi e prospettive di ampio respiro su argomenti legati alla cultura, all'economia e al lavoro artigiano.
Inoltre, Spirito Artigiano promuove in tutta Italia i Dialoghi di Spirito Artigiano, convegni e presentazioni di libri dedicati a temi artigianali, economici e sociali. Questi eventi rappresentano un'occasione per stimolare il dibattito e valorizzare il contributo del mondo artigiano nella costruzione di una società più consapevole e sostenibile.